# Башкирская драматургия
Башкирская драматургия – род башкирской литературы. 

## История

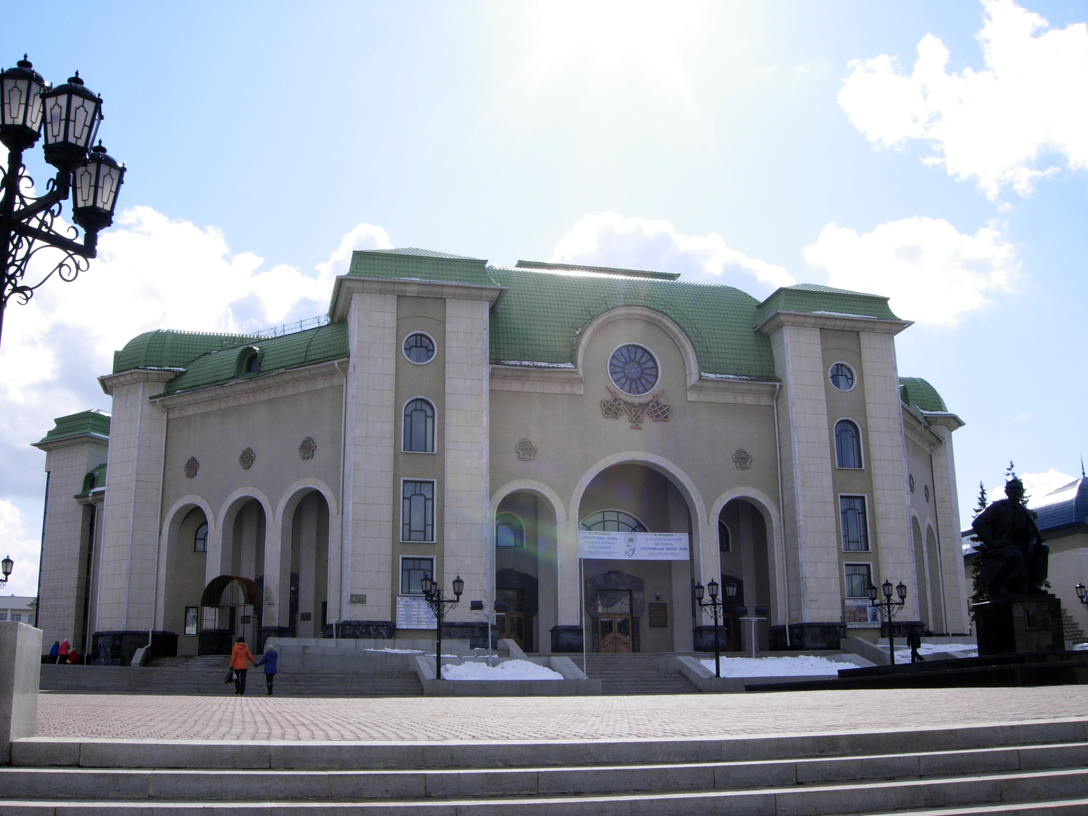
Башкирский академический театр драмы имени Мажита Гафури

Башкирская драматургия ведет своё начало в башкирском народном творчестве.  Изобразительные народные пляски, кубаиры, песни, эпосы, легенды и предания, обряды и народные игры удовлетворяли потребности народа в сценических действиях. Башкирский обрядовый фольклор имеет ярко выраженную драматургическую структуру.  В нем, как и в театре, использовались выразительные средства: костюм, декорация, звуковое сопровождение.
Такие свадебные обряды, как выбор невесты, бракосочетание, проводы девушек и встреча её в доме жениха, создавали сложную картину драматического действия. Современные драматурги обращаются к элементам театра в свадебных обрядах и отбирают  обладающие интригой сюжеты для создания яркого зрелища.
Башкирские эпосы «Урал-батыр», «Акбузат», «Заятуляк и Хыухылыу», отражающие древнейшие периоды истории башкирского народа,  по содержанию и структурным особенностям являются драмами.
Сказители эпосов — сэсэны — отличались высшим мастерством исполнения. Сэсэны, рассказывая зрителям содержание эпоса, выступали в роли живых персонажей, актеров и музыканта, создавая сценический эффект. В основе каждой башкирской народной песни также лежит глубокая драма.
Таким образом, башкирское народное творчество послужило прочной основой для становления башкирской драматургии.
Зарождение и развитие башкирской драматургии как самостоятельного рода литературы относится к последней четверти XIX века, когда появляются рукописные и изданные в виде книг пьесы. Характерной чертой этих пьес является то, что они основываются на традициях дастанов, хикаятов и сказок. Так изданное в 1898 году произведение неизвестного автора «Как свободная девушка потеряла свободу»  выдержано в героико-романтическом духе. Основная часть пьесы состоит из диалогов. В то же время герои часто произносят длинные монологи.  Часть событий дается непосредственно для изображения на сцене, другую часть персонажи рассказывают зрителям, комментируя её при этом.
Ученый, просветитель, общественный деятель конца XIX - начала XX веков Р. Фахретдинов вел записи в виде диалога и спора.  В беседах-диалогах «Я и Госман», «Хасан и Хусаин», «Сайт, Сулейман, Салим», «Закир и Шакир», «Бикбулат-мулла и Госман», «Вилдан и я» ведется острая дискуссия о самом злободневном — об образовании, о социальных проблемах, выражаются общественно-политические и философские взгляды интеллигенции.
В начале XX века в прогрессивных мусульманских учебных заведениях стало традицией проводить музыкальные вечера, ставить спектакли из одного или двух актов. Медресе «Галия», «Госмания» постепенно превращались в своеобразный национально-культурный центр города Уфы. В медресе «Галия» молодой поэт Ш. Бабич организует драматический кружок под названием «Национальная мелодия, сцена и литература».
В конце XIX века были созданы первые драматургические произведения башкирских писателей. Многие из этих пьес, ставившихся в домашних условиях и в медресе, не были опубликованными и не сохранились. В начале  XX века были опубликованы первые печатные драматические произведения: «Ауыл тормошо, йәки Әҙәбиәт кисәһе» («Деревенская жизнь, или Литературный вечер») Рабти, «Май мәсьәләһе яхуд наҙан мулла» («Проблема сала, или Глупый мулла») А.М.Галимова, «Аслыҡ ҡушты» («Повелел голод») Я.Валиева и др., затрагивающие проблемы неграмотности, нравственности.
Первыми башкирскими драматургами были Бахтияр Бахтигарей-углы - драма «Ер һатыу» (1915; «Продажа земли»), Х.К.Ибрагимов, Г.Х.Ниязбаев, А.М.Тагиров, Ф.К.Туйкин и др. В комедии «Бисура» («Кикимора») Тагирова обличаются суеверия, порождённые невежеством; в драме «Янғура» («Янгура») драматург  показывает национально-освободительное движение башкирского народа.  В драме Туйкина «Ватан ҡаһармандары» («Герои Отчизны»), посвященной Отечественной войне 1812, показан патриотический подъём башкирского народа в судьбоносные для России годы.  Пьесой «Башмагым» Ибрагимов заложил основы башкирской комедиографии.
В 20-е годы, после революции,  в драматических произведениях описывались преобразования в обществе. Революционной борьбе были посвящены пьесы  Тагирова («Алатау»), Ниязбаева («Ҡыҙыл истиҡбал өсөн көрәш» — «Борьба за красное будущее», «Беренсе таң» — «Первая заря»), Д.Юлтыя («Тирмәндә» — «На мельнице»), М.Гафури («Ҡыҙыл йондоҙ» — «Красная звезда») и др.
Историческим темам были посвящены пьесы  Х.Г.Габитова, Ф.М.Сулейманова, Д.Юлтыя,  драмы Д. Юлтыя «Ҡарағол» («Карагул»), пьесы М. А.Бурангулова («Башкорт туйы», «Ашҡаҙар» — «Ашкадар», «Шәүрәкәй» — «Шаура» и др.). В 30-е годы в области драматургии работали  Габдулла Идрис, Н.К.Карипов, С.М.Мифтахов «Һаҡмар»,  И.Насыри, Р.Нигмати и др.
К историческим темам обращались Б.Бикбай (драмы «Ҡарлуғас» — «Карлугас», «Салауат» — «Салават»), Мифтахов («Зимагорҙар» — «Зимогоры»), К.Даян (драма «Таңсулпан» — «Тансулпан») и др.
В 30—50-е годы башкирской драматургии был нанесен огромный урон. Были расстреляны Тагиров, Д.Юлтый, сосланы в лагеря Бурангулов, Г.Идрис и др. башкирские писатели).
Во время Великой Отечественной войны башкирские драматурги обращались к теме войны «Урман шаулай» — «Лес шумит» Р.Нигмати; «Яу» — «Битва» К.Мэргэна и В.С.Кедрова; «Бер туғандар» — «Дети одной семьи» Б.Бикбая) и к героическому прошлому народа («Ҡаһым түрә» — «Кахым-туря» Б.Бикбая; «Иҙеүкәй менән Мораҙым» — «Идукай и Мурадым» Бурангулова).
Во 2-й половине XX века работали башкирские драматурги  И.А.Абдуллин, Н.Асанбаев, А.К.Атнабаев, М.Карим, А.М.Мирзагитов, Н.Наджми, Р.А.Сафин и др. Основной темой их произведений были война, переход к мирному строительству. Это пьесы-хроники «Туй дауам итә» («Свадьба продолжается») М.Карима, «Тальян гармун» («Тальянка») Г.Г.Ахметшина, «Яҡты йылға» («Светлая река») Г.Гумера, «Беҙ айырылышмабыҙ» («Мы не расстанемся») Абдуллина и др.
Творчество башкирских драматургов 50-60 - х годов характеризуется разнообразием жанров.
В начале 50-х годов в башкирской драматургии появились произведения на производственную тему («Ҡала иртәһе» — «Утро города» К.Мэргэна, «Сәғиҙә» — «Сагида» А.Г.Бикчентаева и Р.Хайруллина и др.). Драматический конфликт в них сводился к противоборству «новаторов» и «консерваторов», хорошего и лучшего, что характерно  «теории бесконфликтности». В 50-е годы происходит расцвет жанра комедии: «Яҙғы йыр» — «Весенняя песня», «Хуш, Хәйрүш» — «Прощай, Хайруш» Н.Наджми, «Бажалар» — «Свояки» И.А.Абдуллина, "Ҡыҙ урлау"» — «Похищение девушки» М.Карима.
В 60-е темой драматургии становится место личности в обществе, гражданская позиция. Это драмы  «Йырланмаған йыр» («Неспетая песня») и «Яңғыҙ ҡайын» («Одинокая берёза») М.Карима, «Күршеләр» («Соседи») Мирзагитова. Драма А.Х.Абдуллина «Ун өсөнсө председатель» («Тринадцатый председатель»), получила всесоюзную известность, была поставлена в 35 странах мира, включая Театр им. Евг. Вахтангова (1979). Семейной морали, взаимоотношениям родителей и детей посвящены драмы «Әсәйемдең сал сәстәре» («Седые волосы моей матери») Мирзагитова, «Балаҡайҙарым» («Дети мои») Атнабаева, взаимоотношением мужчины и женщины — дилогия Н.Асанбаева «Рәйсә» («Райса») и «Фәйзи» («Файзи») и др. Теме войны - («Ул ҡайтты» — «Он вернулся» и «Әсә хөкөмө» — «Суд матери» Атнабаева, «Айгуль иле» М.Карима, «Әсәләр көтәләр улдарын» — «Матери ждут сыновей» Мирзагитова и др.).
Проблемы современности показаны в пьесах «Ҡыңғыраулы дуга» («Дуга с,колокольчиками») Н.Наджми, «Йәнбикә» («Янбика») Сафина, «Мөхәббәт һәм енәйәт» («Любовь и преступление») Ф.В.Богданова и др. Развиваются трагедия («Ай тотолган тондэ» М.Карима, «Нәркәс» «Нэркэс» И.Х.Юмагулова и др.), трагикомедия («Күңелдәргә пәрҙә ҡормағыҙ» — «Не затмевайте души сомнениями» И.А.Абдуллина; «Ҡыңғыраулы дуға» — «Дуга с колокольчиками» Н.Наджми и др.), истеская драма («Шоңҡар» — «Шункар» Атнабаева, «Ҡыҙыл паша» — «Красный паша» Н.Асанбаева, «Зөлхизә» — «Зульхиза» З.А.Биишевой и др.).

## Современное состояние
После развала СССР и переходу к капиталистической системе хозяйствования в башкирской драматургии стали освящаться проблемы культурных и духовных ценностей. Это пьесы «Атылған өйөр» («Расстрелянный табун») Ф. М. Булякова, «Һарысәс» («Златоволосая») Р.Кул-Давлета, «Аттила» Г. Г. Шафикова, «Һуңғы Ғәйнә» («Последний из рода Гэйнэ») А. М. Идельбаева и др.
Представителями башкирской драматургии настоящего времени являются Ф. М. Буляков, К. А. Акбашев, Г. Ф. Ахметкужина, Т. Х. Гарипова, Н.Гаитбай, Х. С. Зарипов, Х. А. Иргалин, Б. М. Искужин, Р. М. Кинзябаев, С. Я. Латыпов, М. Х. Садыкова и др.

## Теория башкирской драматургии
Осмыслением теории башкирской драматургии, её эволюцией и особенностями занимались башкирские ученые М.Ф. Гайнуллина «Драматургия С. Мифтахова» (1959), «Ысынбарлыҡ. Конфликт. Характер» (1974; «Действительность. Конфликт. Характер»), «Башҡорт драматургияһының үҫеү юлдары» (1985; «Пути развития башкирской драматургии»); Т.А.Кильмухаметова «Драматургия М.Карима» (1979), «Башҡорт трагедияһының поэтика мәсьәләләре» (1984; «Поэтика башкирской трагедии»), «Драматургия һәм драматургтар» (1986; «Драматургия и драматурги»), «Поэтика башкирской драматургии» (1995), «Халыҡсанлыҡ көсө» (1998; «Сила народности»); Р.Б.Ахмадиева «Драматургияла жанр формалары» (2003; «Жанровые формы драматургии») и др.